# Laqaya
Laqaya (término aimara/quechua que significa lugar de ruinas) es un sitio arqueológico en el borde del Salar de Uyuni en la región del Altiplano de Bolivia. Administrativamente se encuentra en el municipio de Colcha K de la provincia de Nor Lípez en el departamento de Potosí. El Decreto Supremo N° 27607 del 2 de julio de 2004 declaró este sitio un monumento arqueológico nacional. Es considerado como el exponente del patrimonio prehispánico más grande de Bolivia, con una superficie estimada de 7 hectáreas. Se afirma también que Laqaya habría sido la capital de los indígenas Lipes en el tiempo de los chullpas, es decir desde fines del período Tiwanaku (ca. 900-1100 d. C.).

## Ubicación
Laqaya se encuentra entre los pueblos de Santiago K y Chuvica, a lo largo del camino de los inca. El sitio está al borde de una península rocosa en la falda sur del cerro Llipi, también conocido como cerro Pabellón Grande.

## Características
El sitio de Laqaya cubre una superficie aproximada de siete ha, y consta de tres sectores de edificación:
- Alto Laqaya: un poblado defensivo o pucara con casi 100 recintos y dos murallas perimetrales.
- Torres: un área con más de 300 torres de piedra tipo chullpa.
- Bajo Laqaya: un poblado bajo conformado por alrededor de 200 recintos simples.

Alto Laqaya está protegida por una ladera abrupta y un acantilado rocoso, con una fortaleza (pucara) correspondiente al Período de Desarrollos Regionales previo a la expansión del Tawantinsuyu, marcado por profundos reajustes sociales, políticos, económicos y territoriales.
En el sector inferior del sitio, es decir en Bajo Laqaya, se sitúa la plaza principal, una zona abierta de 280 metros cuadrados claramente distinguible dentro del complejo entramado edificado. Adyacentes a esta plaza se encuentran tres torres chullpa de planta rectangular, así como tres recintos también rectangulares pero con esquinas redondeadas, además de un recinto de forma irregular. Todas estas estructuras están construidas con muros dobles de piedra. Destacan especialmente las paredes de las chullpas, que tienen un ancho de 0,5-0,8 m y están rellenas de cascajo, con las juntas interiores selladas con barro.

## Historia
La secuencia de ocupación del lugar en Bajo Laqaya se estableció mediante la estratigrafía, los materiales asociados y cuatro fechas radiocarbónicas, de la siguiente manera:
I. La primera ocupación corresponde al Período de Desarrollos Regionales temprano (1000-1250 d. C.), evidenciada por un estrato de desechos domésticos que se encuentra debajo del piso de la plaza y se extiende por debajo de la arquitectura circundante.
II. Se llevó a cabo la construcción y uso de la plaza y las estructuras asociadas durante el Período de Desarrollos Regionales tardío (1250-1450 DC). Esta fase culminó con la quema y el abandono del sector.
III. Posteriormente, se observa la acumulación de basura en todas las estructuras excavadas, probablemente durante los períodos inca e hispano-indígena.
En 1996 se inició el Proyecto Laqaya, incorporado dentro del Proyecto Arqueológico Altiplano Sur (PAAS), como una iniciativa conjunta entre un equipo de arqueólogos con experiencia en la zona y las comunidades de Santiago K y Chuvica. Según palabras del director del proyecto, el Dr. Axel Nielsen, su objetivo fue respaldar a las comunidades locales para que puedan aprovechar su patrimonio arqueológico mediante el turismo, promoviendo su participación en la gestión y los beneficios económicos de esta actividad, al mismo tiempo que se mitiguen sus posibles impactos negativos en la naturaleza, la sociedad y la cultura locales.